# Gampelen
Gampelen (französisch Champion) ist eine politische Gemeinde im Verwaltungskreis Seeland des Kantons Bern in der Schweiz.
Das langgezogene Dorf hat seit 2008 einen neuen Bahnhof an der Strecke Bern–Neuenburg der BLS. Ebenfalls auf dem Gemeindegebiet von Gampelen liegt die Haltestelle Zihlbrücke.

## Politik
Gemeindepräsident ist Eric Dietrich (Stand 2024).
Bei den Nationalratswahlen 2023 betrugen die Wähleranteile in Gampelen (in Klammern die Veränderung im Vergleich zu den Wahlen 2019 in Prozentpunkten): SVP 41,80 % (+3,17), SP 17,94 % (+5,76), FDP 9,86 % (+0,01), Mitte 7,07 % (−2,97), glp 6,28 % (−0,41), Grüne 6,26 % (−5,46), EDU 4,05 % (+2,72), EVP 2,74 % (−1,56), SD 0,76 % (+0,38).

### Wappen
Blasonierung: Das Gemeindewappen zeigt Auf Rot eine goldene (gelbe) Rohrdommel, auch Moostier genannt. Sie ist der charakteristische Vogel des Grossen Mooses.

## Geschichte
Gampelen wurde erstmals 1179 als Champion in einer Urkunde erwähnt; diese Bezeichnung wurde später mehrmals geändert, 1223 in Camplunen, 1225 in Camplunch, 1228 in Champlun, 1348 in Campul sowie im Jahr 1377 in Gamplon.

## Sehenswürdigkeiten

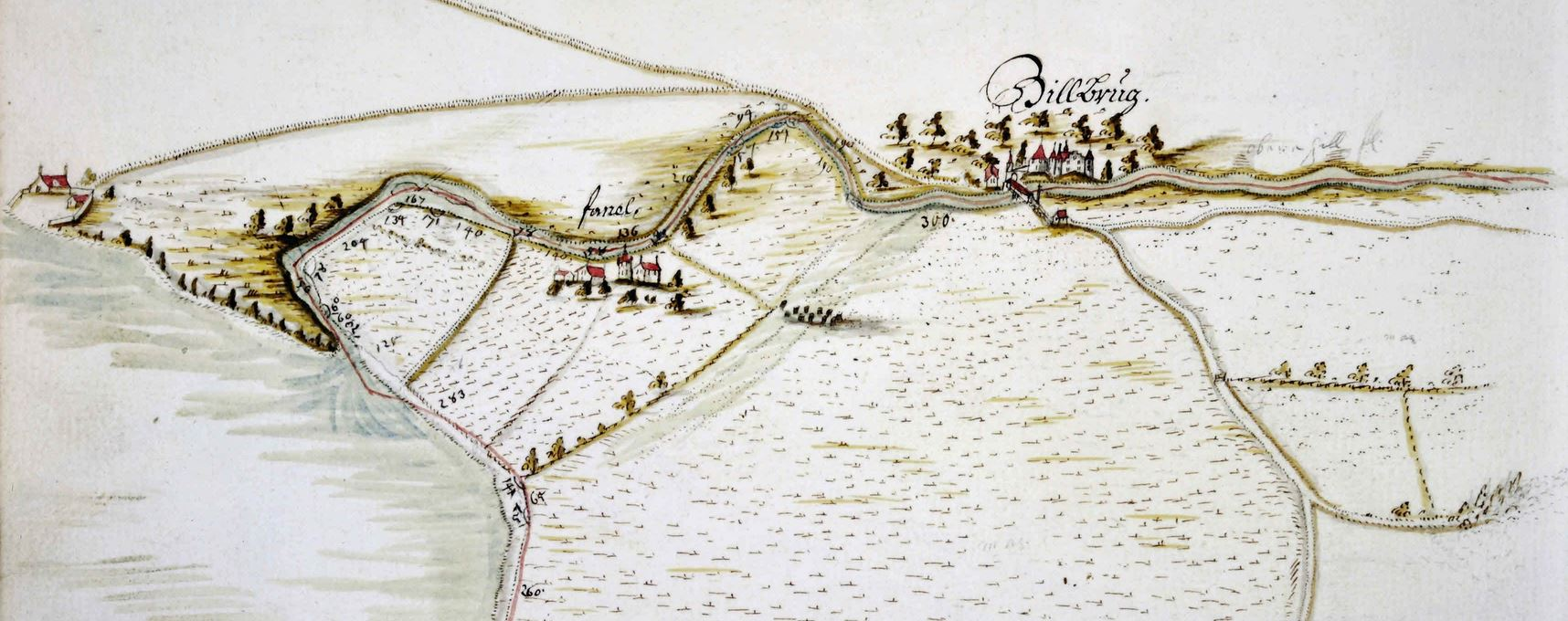
Ansicht der Zihl mit Hof Fanel und Dorf Thielle (Zillbrug), aus dem March-Buch des Samuel Bodmer, Band 3a, Seite 245

- Das Fanelguet, auch Vanelguet oder Vanel: ein Bauernhof am Zihlkanal, der schon Anfang des 18. Jahrhunderts nachgewiesen ist, als er von Samuel Bodmer im March-Buch auf einer Ansicht gezeichnet wurde.[9][10]

## Sonstiges
- Die Anstalten Witzwil liegen unter anderem auf Gampeler Gebiet.
- An der Mündung der Broye in den Neuenburgersee befindet sich ein Dreikantonseck zu den Kantonen Freiburg und Neuenburg ().
- Bis im Oktober 2024 hat der TCS einen Campingplatz im Naturschutzgebiet Fanel betrieben.[11][12]